# Rivière Fouquette (Québec)
Pour les articles homonymes, voir Fouquet.
La rivière Fouquette est affluent du littoral sud du fleuve Saint-Laurent où elle se déverse face aux îles « Les Pèlerins », dans Saint-André-de-Kamouraska. Cette rivière coule dans les municipalités de Sainte-Hélène-de-Kamouraska, Saint-André-de-Kamouraska et de Saint-Alexandre-de-Kamouraska, dans la municipalité régionale de comté (MRC) de Kamouraska, dans la région administrative du Bas-Saint-Laurent, dans la province de Québec, au Canada.

## Géographie
La rivière Fouquette prend sa source dans une zone agricole située à 5,8 km au sud-est du littoral sud-est de l'estuaire du Saint-Laurent, à 1,3 km sud-est du centre du village de Sainte-Hélène-de-Kamouraska et à 2,2 km au sud-est de l'autoroute 20.
À partir de sa source, la rivière Fouquette coule sur 21,6 km, répartis selon les segments suivants :
- 5,3 km vers le nord-est dans Sainte-Hélène-de-Kamouraska, jusqu'à la route 230 Ouest ;
- 1,5 km vers le nord-ouest, puis vers le nord-est, jusqu'à la route de la Station qui traverse le hameau « Saint-André-Station » ;
- 3,5 km vers le nord-est dans Saint-André-de-Kamouraska dont un segment de 0,6 km dans Saint-Alexandre-de-Kamouraska, jusqu'à la route Lapointe ;
- 3,5 km vers le nord-est dont environ 320 m en zone de marais constitue la limite entre Saint-André-de-Kamouraska et Saint-Alexandre-de-Kamouraska, jusqu'à la limite de Saint-Alexandre-de-Kamouraska ;
- 1,8 km vers le nord, jusqu'à l'autoroute 20 qu'elle traverse ;
- 0,3 km vers le nord-est, jusqu'à la route 289 ;
- 0,4 km vers le nord, jusqu'à la limite de Saint-André-de-Kamouraska ;
- 2.2 km vers le nord-ouest en coulant à proximité de la rivière des Caps, jusqu'à la route 132 qu'elle traverse ;
- 3,1 km vers le sud-ouest, jusqu'à sa confluence.

La confluence de la rivière Fouquette est située sur une longue grève à marée basse, au pied de "La Grosse Montagne", à 3,4 km au nord-est du centre du village de Saint-André-de-Kamouraska, à 6,1 à l'ouest du centre du village de Saint-Alexandre-de-Kamouraska et à 3,4 km à l'ouest du carrefour de la sortie 488 de l'autoroute 20.

## Toponymie
Le terme « Fouquette » constitue un patronyme d'origine française.
Le toponyme « Rivière Fouquette » a été officialisé le 5 décembre 1968 par la Commission de toponymie du Québec.